# Mammern
Mammern est une commune suisse du canton de Thurgovie, située dans le district de Frauenfeld.

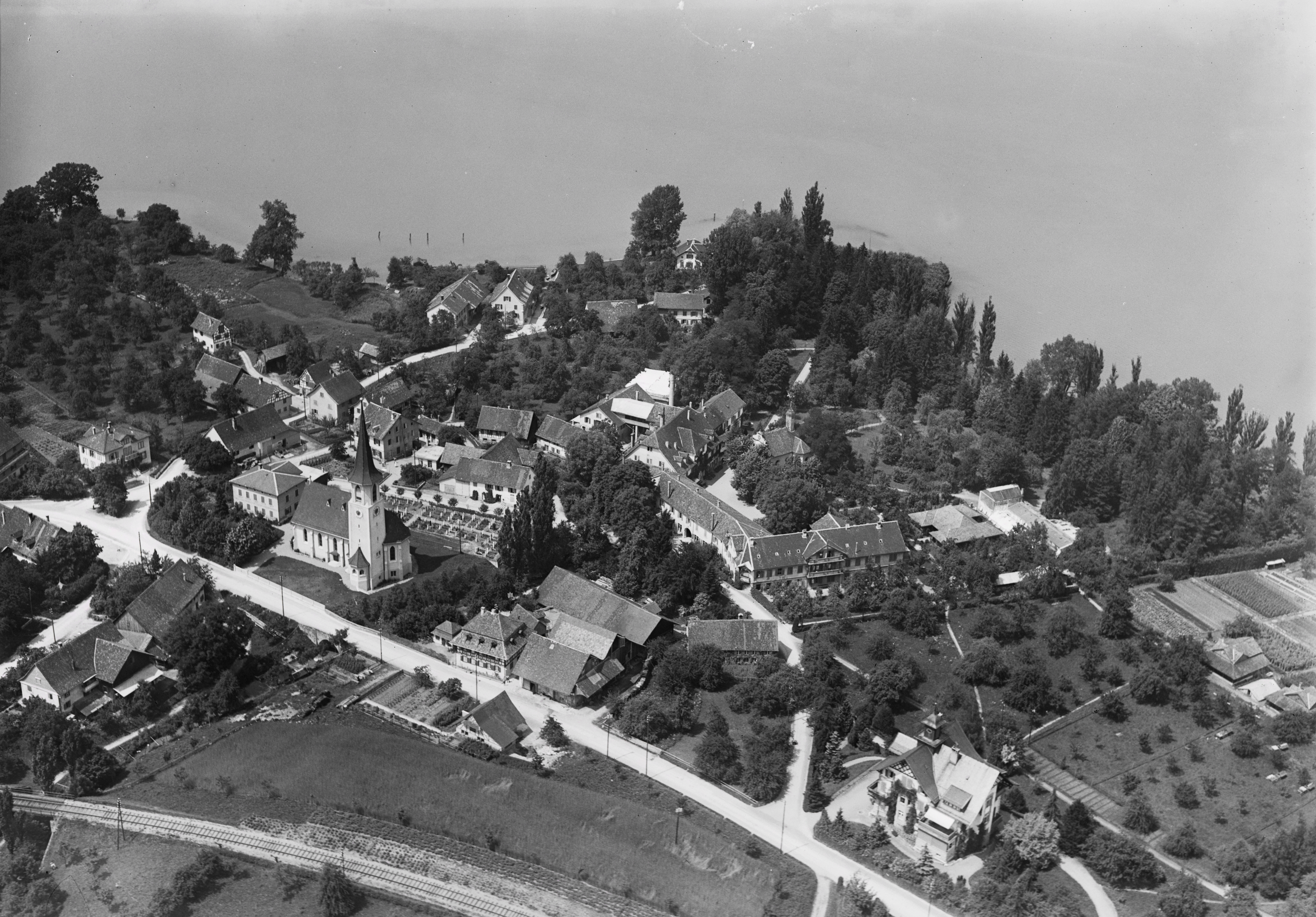
Photo aérienne prise à 100 m par Walter Mittelholzer (1919).